# مايك هاريسون (لاعب كرة قدم)
مايك هاريسون (بالإنجليزية: Mike Harrison)‏ (21 فبراير 1952 بليستر في المملكة المتحدة - ) هو لاعب كرة قدم بريطاني في مركز الدفاع. لعب مع برمنغهام سيتي ونادي ساوثيند يونايتد ويوفل تاون.

## وصلات خارجية
- مايك هاريسون على موقع قاعدة بيانات كرة القدم.إي يو (الإنجليزية)